# يوسف خليل (وزير)
يوسف خليل (1947 -) سياسي لبناني يشغل منصب وزير المالية في حكومة نجيب ميقاتي منذ 10 سبتمبر 2021.
شغل سابقا منصب مدير العمليات المالية في مصرف لبنان المركزي، وحاصل على دكتوراه في الاقتصاد من فرنسا، وعلى ماجستير في التنمية الاقتصادية من المملكة المتحدة، وبكالوريوس في الاقتصاد من بيروت.